# Массовое убийство в Цуяме
Массовое убийство в Цуяме (яп. 津山事件 Цуяма дзикэн) — произошло 21 мая 1938 в поселении Кайо, расположенном около города Цуяма.
21-летний Муцуо Тои совершил убийство 30 человек, включая свою бабушку, и тяжело ранил ещё троих, после чего покончил жизнь самоубийством.

## Массовое убийство
Вечером 20 мая Муцуо Тои перерезал линию электропередач, по которой в Кайо поступало электричество, оставив таким образом деревню без света. Затем, приблизительно в 1:30 ночи 21 мая, он убил свою 76-летнюю бабушку, отрубив ей голову топором. После этого он надел школьную куртку и военные штаны, закрепил на голове 2 фонаря и, вооружившись самозарядным ружьем Browning Auto-5, топором и катаной, пошёл по соседским домам, убивая всех, кого встречал на пути. В течение следующих полутора часов ему удалось убить ещё 29 человек (27 умерли сразу, ещё 2 получили тяжёлые ранения и скончались позже) — примерно половину жителей посёлка. На рассвете он совершил самоубийство, выстрелив себе в грудь в ближайшем лесу.

## Преступник
Муцуо Тои (яп. 都井 睦雄 Тои Муцуо) (5 марта 1917 — 21 мая 1938) — родился в префектуре Окаяма в зажиточной семье. Его родители умерли от туберкулёза, когда он был ещё ребёнком, поэтому Муцуо и его сестру воспитывала бабушка. Хотя первоначально Муцуо был общительным ребёнком, в 17 лет он стал замкнутым после того, как его сестра вышла замуж, а сам Тои не мог поступить в университет на специальность учителя, из-за бабушки Тои. Муцуо не мог работать из-за своей болезни и не приносил никакой пользы для своей семьи. При призыве в императорскую армию Муцуо получил категорию C, и был признан негодным к армейской службе, что сделало его ещё большим изгоем, так как, в то время быть солдатом считалось большой честью.
Муцуо принимал участие в ёбай — традиционном японском мероприятии, в ходе которого девушки вступали в добровольное соитие с мужчинами. В мае 1937 года у него был диагностирован туберкулёз (в то время в Японии считавшийся неизлечимым заболеванием), после чего девушки стали отказывать ему.
Муцуо Тои оставил предсмертную записку в которой сообщил, что совершил убийства из мести к отвергнувшим его женщинам, а свою бабушку убил, чтобы она не жила с клеймом «бабушки убийцы».